# Arthur Law (rugbysta)
Arthur Law (ur. 8 maja 1904 w Palmerston North, zm. 4 września 1961 w Dannevirke) – nowozelandzki rugbysta, reprezentant kraju.
Uczęszczał do Palmerston North Boys High School, występował w szkolnej drużynie rugby i został jej pierwszym absolwentem powołanym do reprezentacji kraju. W 1925 roku wraz z All Blacks udał się na tournée po Nowej Południowej Walii, podczas którego zagrał jako skrzydłowy ataku w czterech z sześciu spotkań zdobywając jedno przyłożenie.
Po występach w barwach Maniototo jeszcze jako nastolatek związał się z Palmerston North High School Old Boys RFC, a w 1924 roku znalazł się w regionalnym zespole Manawatu. Przez kolejne dwa lata reprezentował drużynę Manawhenua z połączonych regionów Manawatu i Horowhenua. Po przeprowadzce do Dannevirke grał dla lokalnego Dannevirke Old Boys RFC i jeden raz wystąpił dla Hawke’s Bay.
Był szybkim i silnym zawodnikiem, dobrym w obronie, równie dobrze czującym się na skrzydle czy środku ataku.